# Magvaspáfrányok
A magvaspáfrányok (Pteridospermatophyta) a magyar felosztás szerint a nyitvatermők (Gymnospermatophyta) egyik törzse; az angolszász irodalomban önálló főtörzs. Rendszertani elhelyezésüket megnehezíti, hogy nincsenek recens fajaik. Korábban úgy vélték, hogy a késő kréta korban haltak ki, körülbelül 66-65 millió évvel ezelőtt, azonban az újabb tasmaniai felfedezések arra hagynak következtetni, hogy ez a növénycsoport, akár a kora eocén korszakot is megérte, azaz csak 52 millió éve halt ki.

## Származásuk, elterjedésük
Ezek voltak az első nyitvatermők. Körülbelül 376 millió éve, a késő devon korszakban alakultak ki. Ezek voltak az első olyan növények, amelyek képesek voltak függetlenedni a szabad vízfelülettől, így elsőként lakták be a szárazföldek vízpartoktól távoli részeit. A zárvatermők kialakulása után fokozatosan háttérbe szorultak és végül kihaltak.

## Megjelenésük, felépítésük
A magyar nevezéktan szerint már valódi virágos növénynek számítanak, tehát szaporító szervük virág volt. Amint erre a taxon neve utal, a nőivarú virágból mag fejlődött. Ennek megfelelően a hím jellegű virág immár nem spórát, ha virágport termelt. A hímivarsejtek a virágporban, a petesejtek a magkezdeményben, egymás mellett alakultak ki.
Viaszos leveleik keveset párologtattak; kiválóan szabályozták vízháztartásukat.

## Életmódjuk, termőhelyük
A virágport – a növényvilág nagy újításaként – a szél hordta a petesejtet tartalmazó magkezdeményre, ezért azok megtermékenyítéséhez már nem volt szükség vízre. A megtermékenyítés után az anyanövény a fejlődő csírát tartalék tápanyaggal látta el, majd védőréteget alakított ki körülötte: ez lett az ősi mag.
Az újfajta megtermékenyítés és vízszabályozás miatt jól bírták a vízhiányt, így a szárazföldek belsejében is elterjedhettek.

## Rendszerezés
Ezen a növénytörzsön belül az alábbi felosztások léteznek (egyes taxonok létezése, önállósága vagy hovátartozása még vitatott, és a jövőben ez a lista valószínűleg változni fog):
- ?†Avatiaceae Anderson & Anderson, 2003 – család
- ?†Alexiales Anderson & Anderson, 2003 – rend
  - †Alexiaceae Anderson & Anderson, 2003 – család
- ?†Hamshawviales Anderson & Anderson, 2003 – rend
  - †Hamshawviaceae Anderson & Anderson, 2003 – család
- ?†Hexapterospermales Doweld, 2001 – rend
  - †Colpospermaceae Doweld, 2001 – család
  - †Hexapterospermaceae Doweld, 2001 nom cons. [Potonieaceae (Halle, 1933) Remy & Remy, 1959 emend. Anderson & Anderson, 2007] – család
- ?†Hlatimbiales Anderson & Anderson, 2003 – rend
  - †Hlatimbiaceae Anderson & Anderson, 2003 – család
- ?†Matatiellales Anderson & Anderson, 2003 – rend
  - †Matatiellaceae Anderson & Anderson, 2003 – család
- ?†Petriellales Taylor et al., 1994 – rend
  - †Petriellaceae Taylor, del Fueyo & Taylor, 1994 – család
  - †Kannaskoppiaceae Anderson & Anderson, 2003 – család
- †Umkomasiales Doweld, 2001 [Corystospermales; Corystophytina] – rend
  - †Angaropeltidaceae Doweld, 2001 – család
  - †Umkomasiaceae Petriella, 1981 (Corystospermaceae (Thomas, 1933) Stockey & Rothwel nom. illeg.; Zuberiaceae Němejc, 1968] – család
- ?†Arberiopsida Doweld ,2001 [Clealopsida] – osztály
  - †Dicranophyllales Meyen, 1984 emend. Anderson, Anderson & Cleal, 2007 – rend
    - †Dicranophyllaceae Archangelsky & Cúneo, 1990 – család

  - †Aberiales Meyen, 1984 [Noeggerathopsidales Nemejc 1968] – rend
    - †Schmeissneriaceae Zhou, 1997 – család
    - †Arberiaceae (Rigby, 1972) Anderson & Anderson, 1985 [Noeggerathopsidaceae Feistmantel, 1879] – család
- ?†Axelrodiopsida Anderson & Anderson – osztály
  - †Axelrodiales Anderson & Anderson, 2007 – rend
    - †Zamiostrobacea Anderson & Anderson, 2007 – család
    - †Axelrodiaceae Anderson & Anderson, 2007 – család
- †Moresnetiopsida Doweld, 2001 [Moresnetiophyta Doweld, 2001; Elkinsiophytina] – osztály
  - †Calamopityales Němejc, 1963 – rend
    - †Calamopityaceae (Solm., 1896) Scott, 1909 [Buteoxylaceae Barnard & Long, 1973; Stenomyelaceae Scott, 1923; Buteoxylonaceae] – család

  - †Tetrastichiales Němejc, 1968 – rend
    - †Tetrastichiaceae Němejc, 1968 – család

  - †Pullarithecales Doweld, 1998 – rend
    - †Gnetopsidaceae Doweld, 2001 – család
    - †Pullarithecaceae Doweld, 1998 – család
    - †Calathiopsidaceae Doweld, 2001 – család
    - †Austrocalyxaceae Vega & Archangelsky, 2001 – család

  - †Moresnetiales Doweld, 2001 – rend
    - †Eurystomataceae Long, 1975 – család
    - †Eospermatacesidae Long, 1975 – család
    - †Moresnetiaceae Němejc, 1963 emend. Anderson, Anderson & Cleal, 2007 [Genomospermaceae Long, 1975; Elkinsiaceae Rothwell, Scheckler & Gillespie, 1989 ex Cleal; Hydraspermaceae] – család
- †Lyginopteridopsida Novák, 1961 emend. Anderson, Anderson & Cleal, 2007 [Lagenostomatopsida Cleal, 1993; Lyginopteridophyta Doweld, 2001; Lyginopteridophytina] – osztály
  - †Lyginopteridales (Corsin, 1960) Havlena, 1961 [Lagenostomatales Seward ex Long, 1975; Lyginodendrales Nemejc, 1968; Pityales] – rend
    - †Lyginopteridaceae Potonie, 1900 emend. Anderson, Anderson & Cleal, 2007 [Lagenostomataceae Long, 1975; Pityaceae Scott, 1909; Lyginodendraceae Scott, 1909; Sphenopteridaceae Gopp., 1842; Pseudopecopteridaceae Lesquereux, 1884; Megaloxylaceae Scott, 1909 nom. rej.; Rhetinangiaceae Scott, 1923 nom. rej.; Tetratmemaceae Němejc, 1968] – család
- †Pachytestopsida Doweld, 2001 [Medullosopsida nom. nud.; Trigonocarpopsida nom. nud.; Medullosae] – osztály
  - †Codonospermales Doweld, 2001 – rend
    - †Codonospermaceae Doweld, 2001 emend. Anderson, Anderson & Cleal, 2007 – család

  - †Pachytestales Doweld, 2001 (Medullosales Corsin, 1960; Trigonocarpales nom. inv.; Neuropteridales] – rend
    - †Potonieaceae Halle, 1933 emend. Anderson, Anderson & Cleal, 2007 [Rachivestitaceae; Perispermaceae] – család
    - †Polylophospermaceae Doweld, 2001 emend. Anderson, Anderson & Cleal, 2007 – család
    - †Stephanospermaceae Doweld, 2001 emend. Anderson, Anderson & Cleal, 2007 – család
    - †Neurodontopteridaceae Laveine, 1966 [incl. Odontopteridaceae Trapl, 1926 sensu Corsin, 1960] – család
    - †Pachytestaceae Doweld, 2001 [Medullosaceae (Gopp., 1842) Sterzel, 1896; Whittleseyaceae Remy & Remy, 1959; Callipteridaceae Corsin ex Wagner, 1965; Callipteridiaceae; Callipteraceae; Protoblechnidaceae] – család
    - †Alethopteridaceae (Lesquereux, 1884) Corsin, 1960 emend. Anderson, Anderson & Cleal, 2007 – család
    - †Cyclopteridaceae Corsin ex Wagner, 1964 – család
- †Callistophytopsida [Callistophytina] – osztály
  - †Callistophytales Rothwell, 1981 emend. Anderson, Anderson & Cleal, 2007 [Poroxylales Němejc, 1968] – rend
    - †Cornucarpaceae Doweld, 2001 [Eremopteridaceae] – család
    - †Callistophytaceae Stidd & Hall, 1970 nom. cons. [Mariopteridaceae Němejc, 1968; Callospermariaceae Long, 1975; Poroxylaceae Scott, 1923] – család
- †Peltaspermopsida Doweld, 2001 [Peltaspermidae Němejc, 1968; Peltaspermophyta Doweld, 2001 s.s.; Peltaspermae] – osztály
  - †Sporophyllitales Doweld, 2001 – rend
    - †Sporophyllitaceae Doweld, 2001 – család
    - †Leuthardtiaceae Doweld, 2001 – család

  - †Trichopityales Doweld, 2001 [Psygmophyllales Nakai, 1943] – rend
    - †Trichopityaceae Němejc, 1968 [Florin emend. – család
    - †Psygmophyllaceae Zalessky, 1937 emend. Naugolnykh [Syniopteridaceae Petrescu & Dragastan, 1981] – család

  - †Peltaspermales Taylor, 1981 [Lepidopteridales Němejc, 1968] – rend
    - †Cardiolepidaceae Meyen, 1977 – család
    - †Autuniaceae Doweld, 2001 – család
    - †Peltaspermaceae (Thomas, 1933) Pilger & Melchoir, 1954 [Cycadopteridaceae Laguzen, 1887; Thinnfeldiaceae Zimmerman, 1959; Compsopteridaceae Petrescu & Dragastan, 1981] – család
- †Phasmatocycadopsida Doweld, 2001 – osztály
  - †Phasmatocycadales Doweld, 2001 [Taeniopteridales] – rend
    - †Phasmatocycadaceae Doweld, 2001 [Spermopteridaceae Doweld, 2001; Taeniopteridaceae Schimper, 1869 nom. rej.] – család

  - †Gigantopteridales Li & Yao, 1983 [Gigantonomiales Meyen, 1987] – rend
    - †Emplectopteridaceae Wagner, 1967 – család
    - †Gigantopteridaceae Koidzumi, 1936 [Cardioglossaceae Koidzumi ex Jongmans, 1958; Gigantonomiaceae Meyen, 1987] – család
- †Pentoxylopsida Pant ex Doweld, 2001 [Pentoxylophytina Lemoigne, 1988; Pentoxyla] – osztály
  - †Pentoxylales Pilger & Melchior, 1954 – rend
    - †Lindthecaceae Anderson & Anderson, 2003 – család
    - †Pentoxylaceae Pilger & Melchior, 1954 [Pentoxyleae Sahni, 1948] – család
- †Dictyopteridiopsida Doweld, 2001 [Ottokariopsida Anderson & Anderson, 2007; Glossopteridophytina Lemoigne, 1988] – osztály
  - †Dictyopteridiales McLoughlin ex Doweld, 2001 [Ottokariales Anderson & Anderson, 1985] – rend
    - †Breyteniaceae Doweld, 2001 – család
    - †Dictyopteridiaceae Rigby, 1978 [Ottokariaceae Anderson & Anderson, 1985; Scutaceae Rigby, 1978 nom. illeg.] – család

  - †Lidgettoniales Doweld, 2001 – rend
    - †Denkaniaceae Doweld, 2001 – család
    - †Parthaceae Doweld, 2001 – család
    - †Lidgettoniaceae Anderson & Anderson, 1985 – család

  - †Rigbyales Doweld, 2001 (Glossopteridales Luber & Schwedov, 1963 nom. rej.] – rend
    - †Rigbyaceae Anderson & Anderson, 1985 (Glossopteridaceae (Trapl, 1926) Zimmermann, 1930 nom. rej.] – család
- †Cycadeoideopsida Scott, 1923 [Cycadeoideophyta Taylor, 1981; Cycadeoideidae Němejc, 1968; Bennettitopsida Engler, 1897; Bennettitophyta Kravtsov & Poljarnaja, 1995; Bennettitidae Davitashvili, 1949; Cycadoidea] – osztály
  - †Fredlindiales Anderson & Anderson, 2003 – rend
    - †Fredlindiaceae Anderson & Anderson, 2003 – család

  - †Cycadeoideales Berry, 1920 [Bennettitales (Engler, 1892) Schaffn.; Cycadeoideineae Němejc, 1968; Williamsoniales Berry, 1920; Wielandiellineae Nemejc, 1968] – rend
    - †Varderkloeftiaceae Anderson & Anderson – család
    - †Laurozamitiaceae Anderson & Anderson – család
    - †Benneticarpaceae Anderson & Anderson – család
    - †Westersheimiaceae Němejc, 1968 – család
    - †Sturianthaceae Doweld, 2001 [Sturiellaceae Němejc] – család
    - †Williamsoniaceae (Carruthers, 1870) Nathorst, 1943 – család
    - †Williamsoniellaceae Nakai, 1943 [Wielandiellaceae (Novak, 1954) Němejc, 1968] – család
    - †Cycadeoideaceae R. Br. ex Wieland, 1908 [Bennettitaceae Engler, 1892; Pterophyllaceae Nakai, 1943] – család
- †Caytoniopsida Thomas ex Frenguelli, 1946 [Caytoniophytina Doweld, 2001; Caytonia] – osztály
  - †Caytoniales Gothan, 1932 – rend
    - †Caytoniaceae (Thomas, 1925) Kräusel, 1926 – család

### Fordítás
- Ez a szócikk részben vagy egészben  a   Pteridospermatophyta című angol Wikipédia-szócikk ezen változatának fordításán alapul.  Az eredeti cikk szerkesztőit annak laptörténete sorolja fel. Ez a jelzés csupán a megfogalmazás eredetét és a szerzői jogokat jelzi, nem szolgál a cikkben szereplő információk forrásmegjelöléseként.